# قائمة الحلويات البريطانية
هذه قائمة بالحلويات البريطانية ، أي الحلويات المميزة للمطبخ البريطاني، وهو التقليد الطهوي للمملكة المتحدة. يتمتع المطبخ البريطاني بتاريخ عريق في صناعة الحلويات، وخاصةً البودينغ والكاسترد والكريمة؛ وتُسمى صلصة الكاسترد "كريم أنجليز" (الكريمة الإنجليزية) في المطبخ الفرنسي.

## الحلويات الإنجليزية

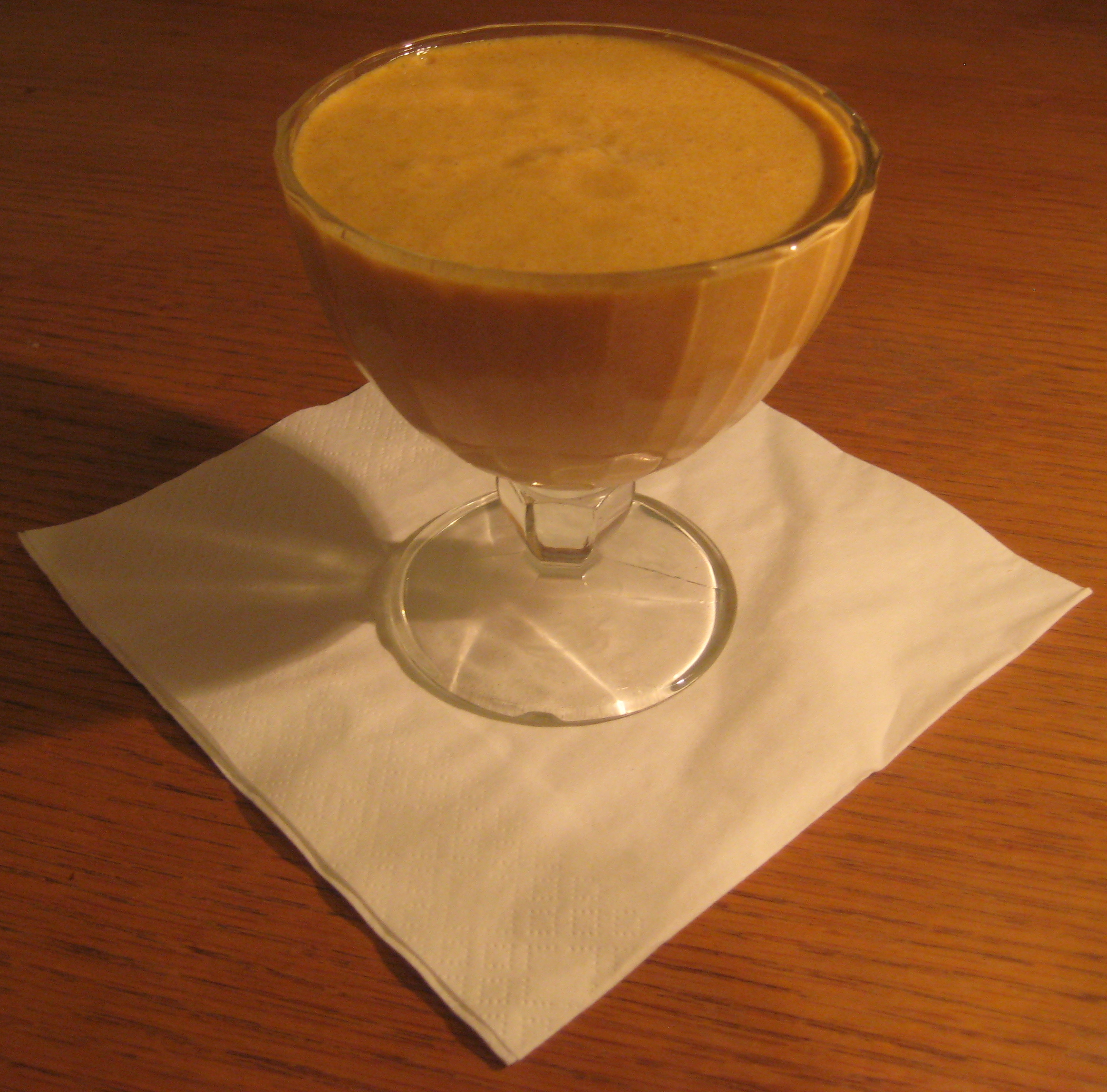
حلوى آنجل ديلايت بالزبدة السكرية الفورية

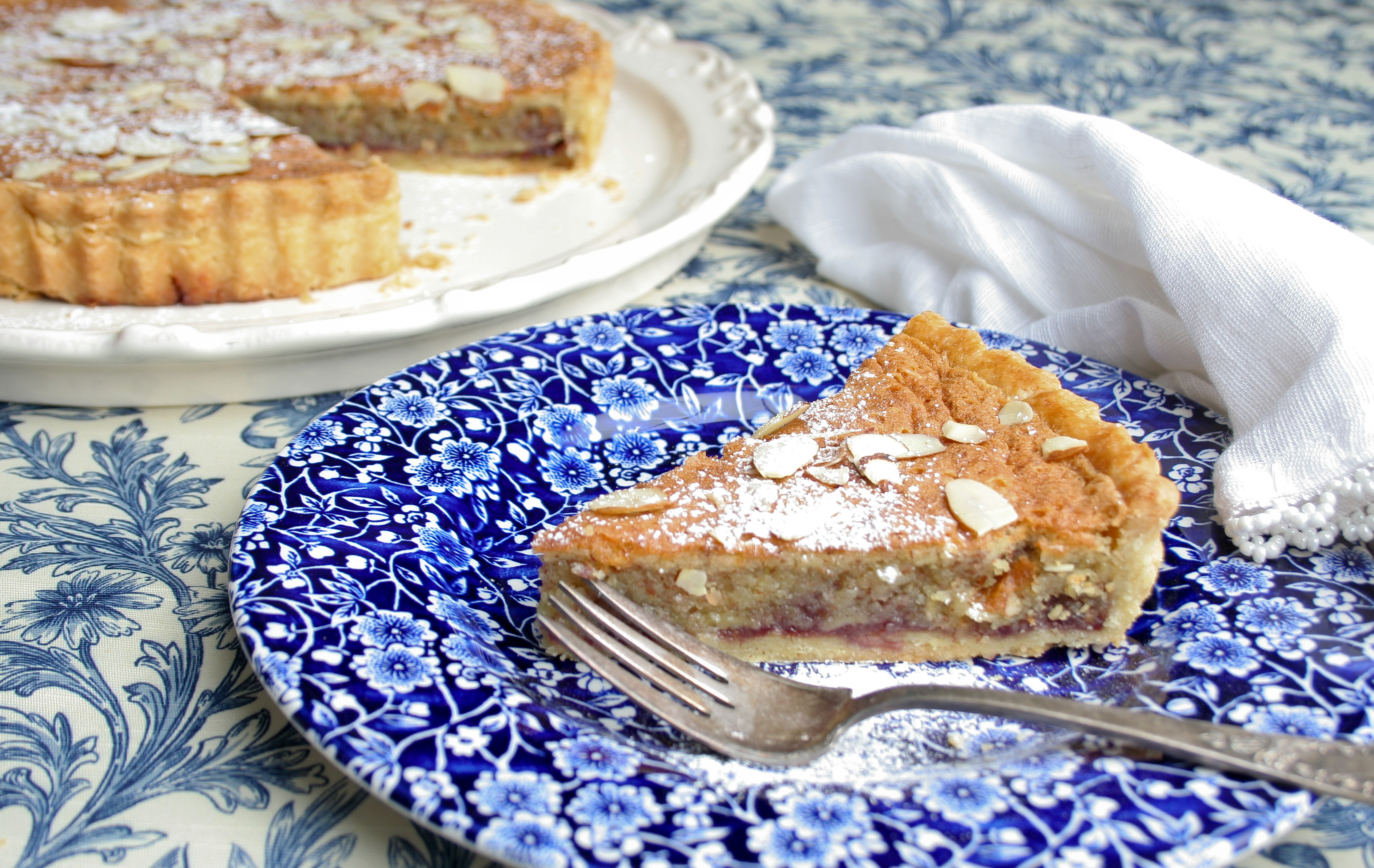
فطيرة بيكويل هي حلوى إنجليزية تتكون من عجينة قصيرة القشرة مع طبقة من المربى وإسفنجة باستخدام اللوز المطحون.

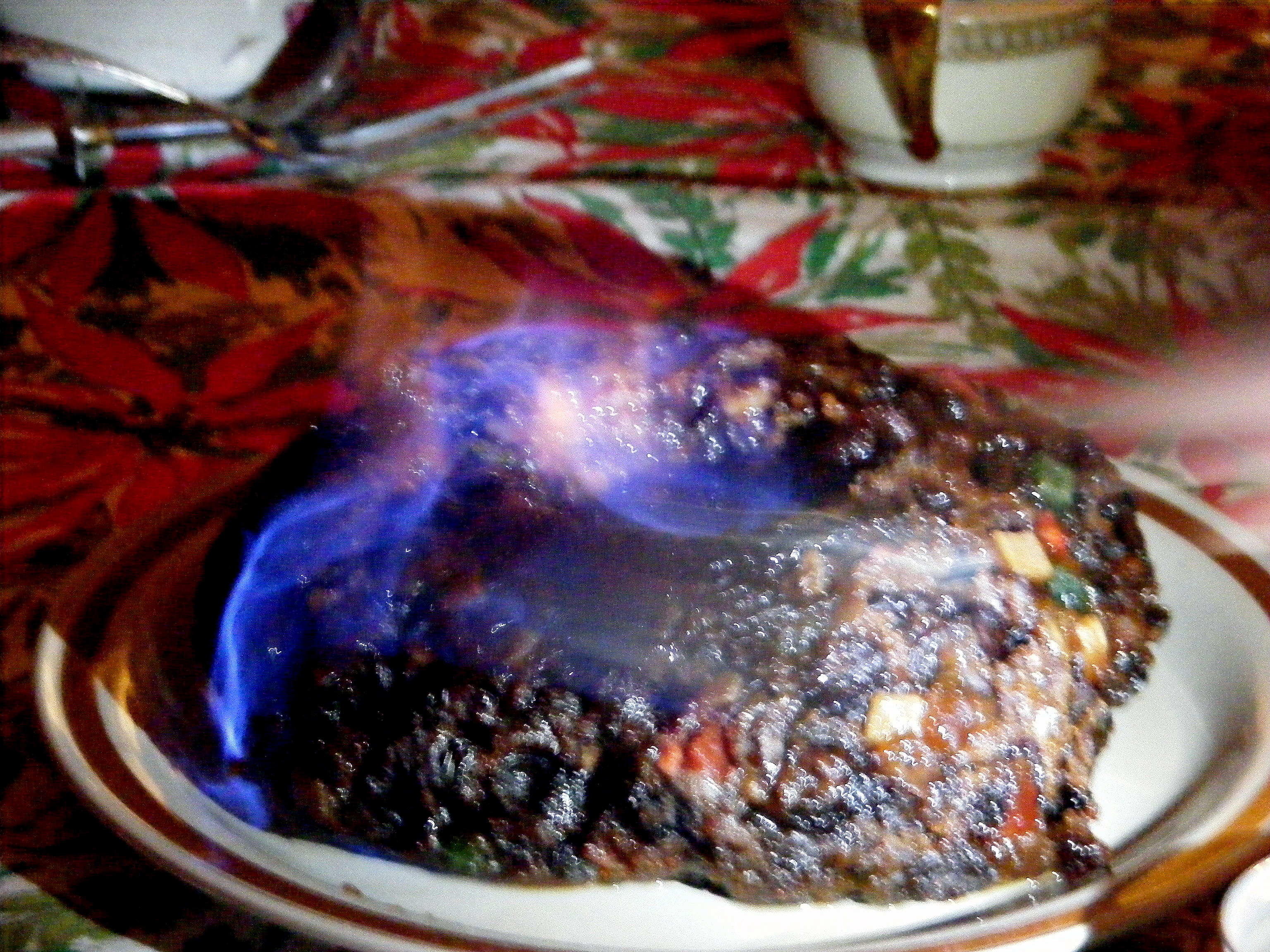
بودنغ التين مع البراندي المشتعل

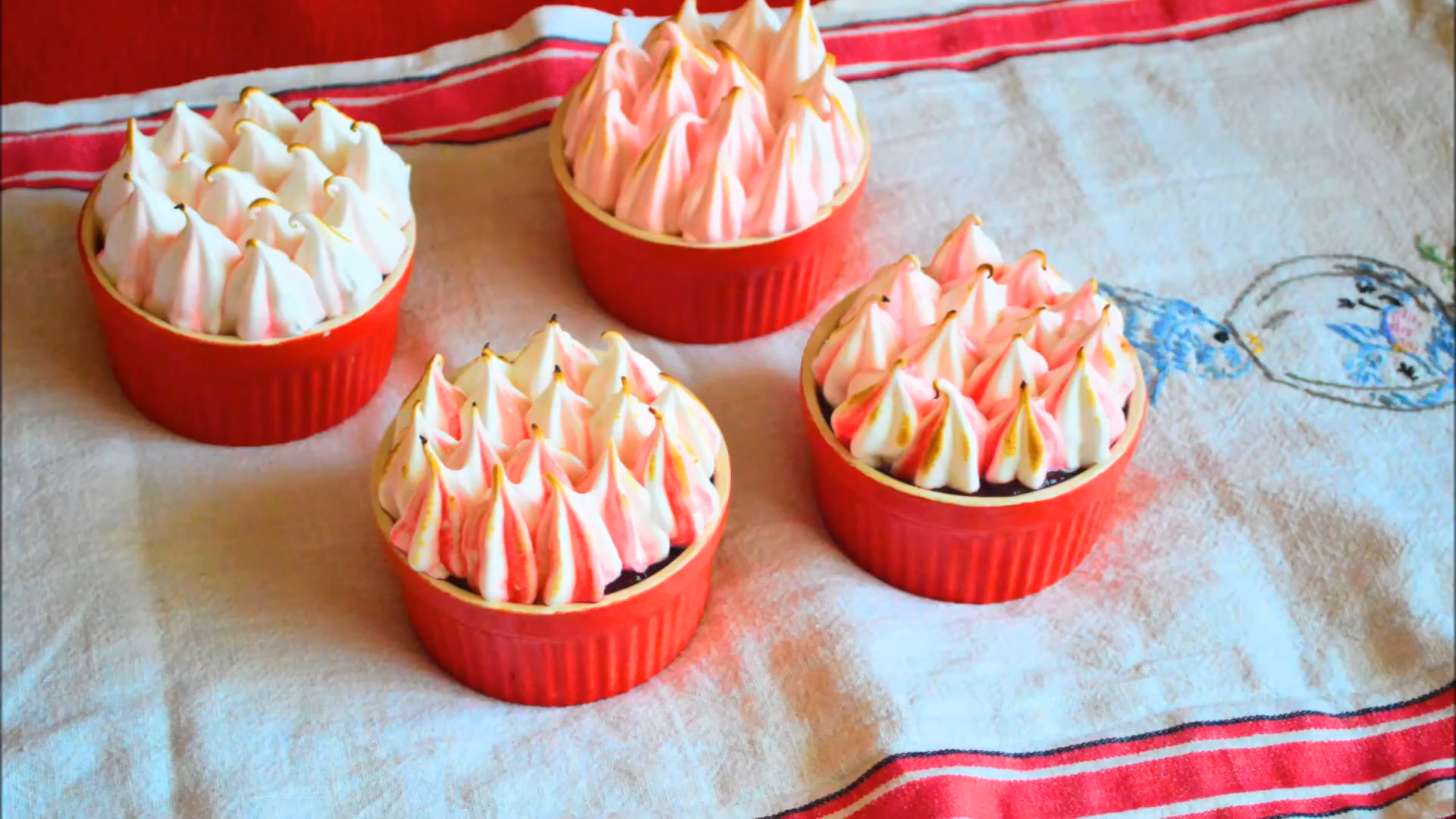
ملكة الحلويات. هذا الطبق عبارة عن خليط مخبوز ومكثف من فتات الخبز، يُدهن بالمربى ويُغطى بالمرنغ. يعود تاريخ أنواع الحلويات المصنوعة من فتات الخبز المغلي مع الحليب إلى القرن السابع عشر.

- زلابية التفاح
- فطيرة التفاح
- كرامبل التفاح
- لفة القطب الشمالي

- فطيرة بيكويل[2]
- فطيرة بانوفي
- فطيرة التوت الأسود
- فطيرة التوت الأسود
- بودنغ الخبز والزبدة
- براندي سنابس
- البسكويت

- كعكة الجزر
- فطيرة الكرز
- كرز اليوبيل
- بودنغ الكستناء
- بودنغ عيد الميلاد
- قبلر (طعام)
- ثلج جوز الهند
- كرامبل
- فطيرة الكاسترد

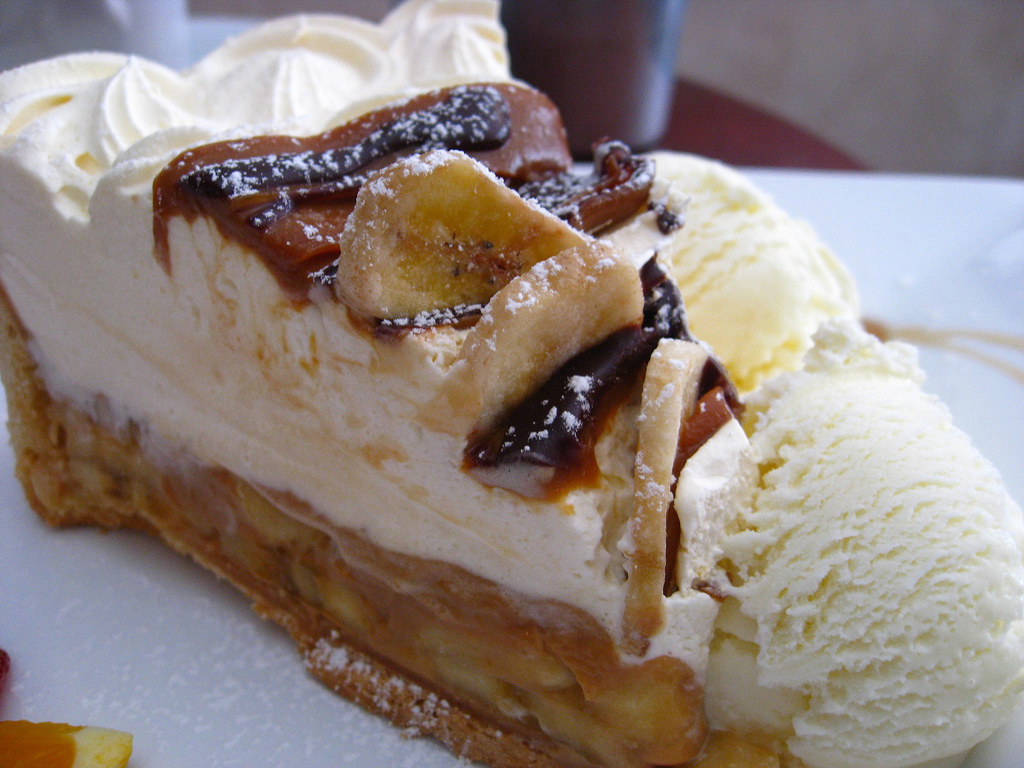
فطيرة البانوفي هي فطيرة حلوى إنجليزية مصنوعة من الموز والقشدة والكراميل من الحليب المكثف المغلي (أو دولسي دي ليتشه)، إما على قاعدة معجنات أو مصنوعة من البسكويت المفتت والزبدة.
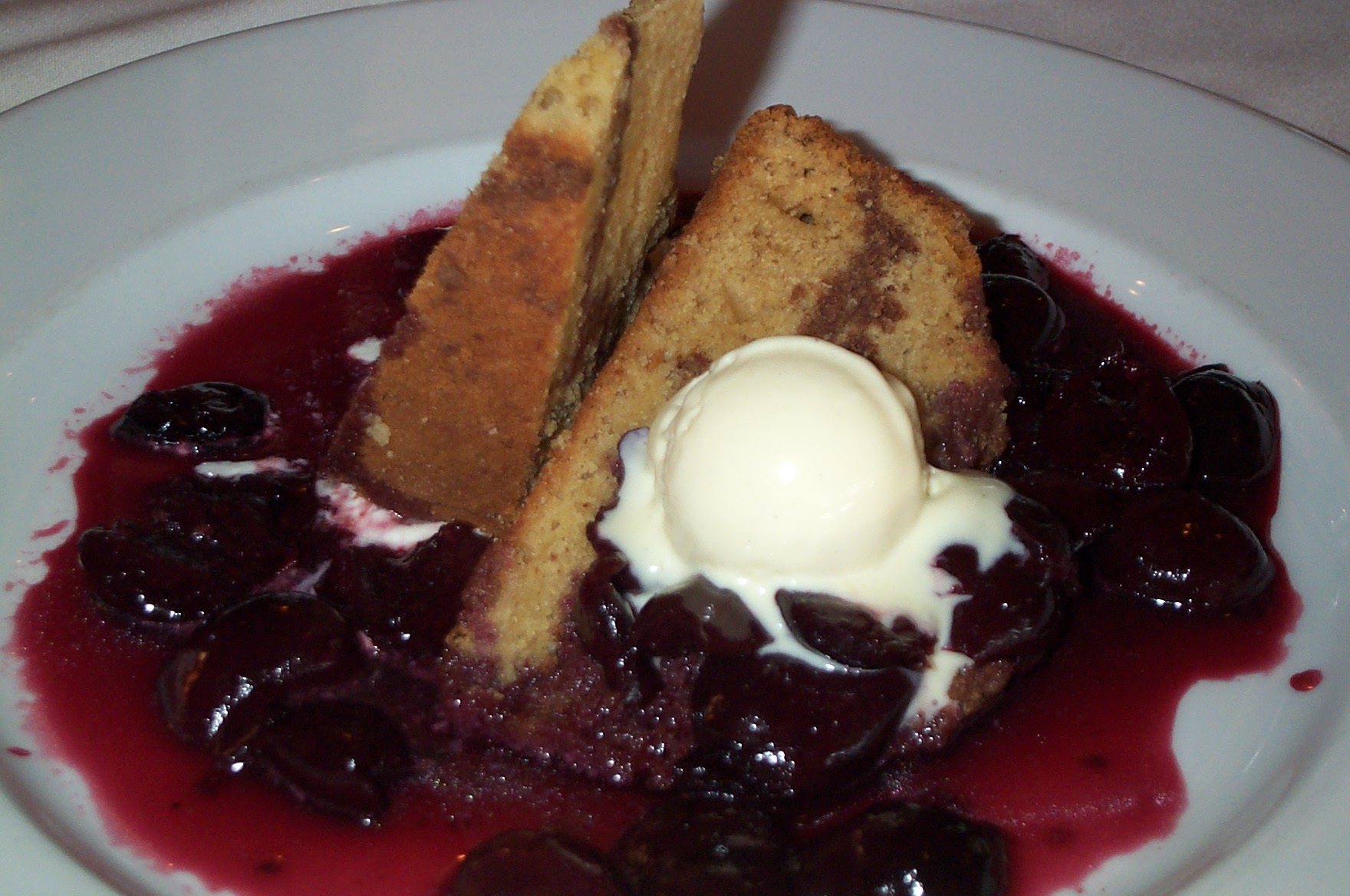
يحضر كرز اليوبيل باستخدام الكرز والمسكرات (عادةً كيرشواسر)، والتي تحمص بعد ذلك، وعادةً ما تقدم كصلصة فوق آيس كريم الفانيليا.
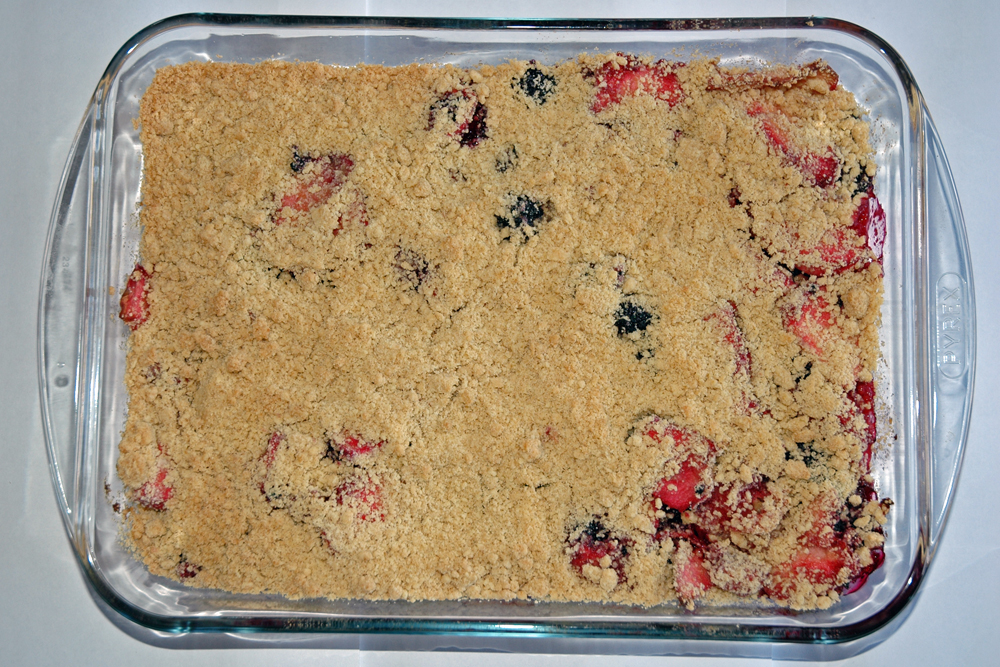
فتات التوت الأسود والتفاح
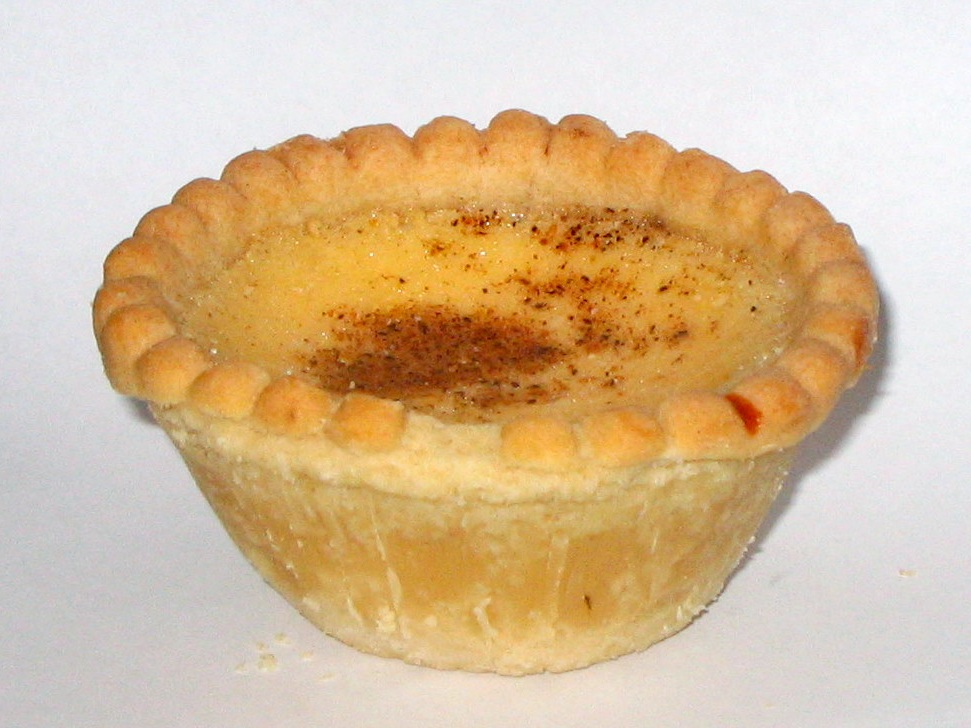
فطيرة الكاسترد هي عبارة عن معجنات تتكون من قشرة خارجية من المعجنات محشوة بكاسترد البيض ومخبوزة.

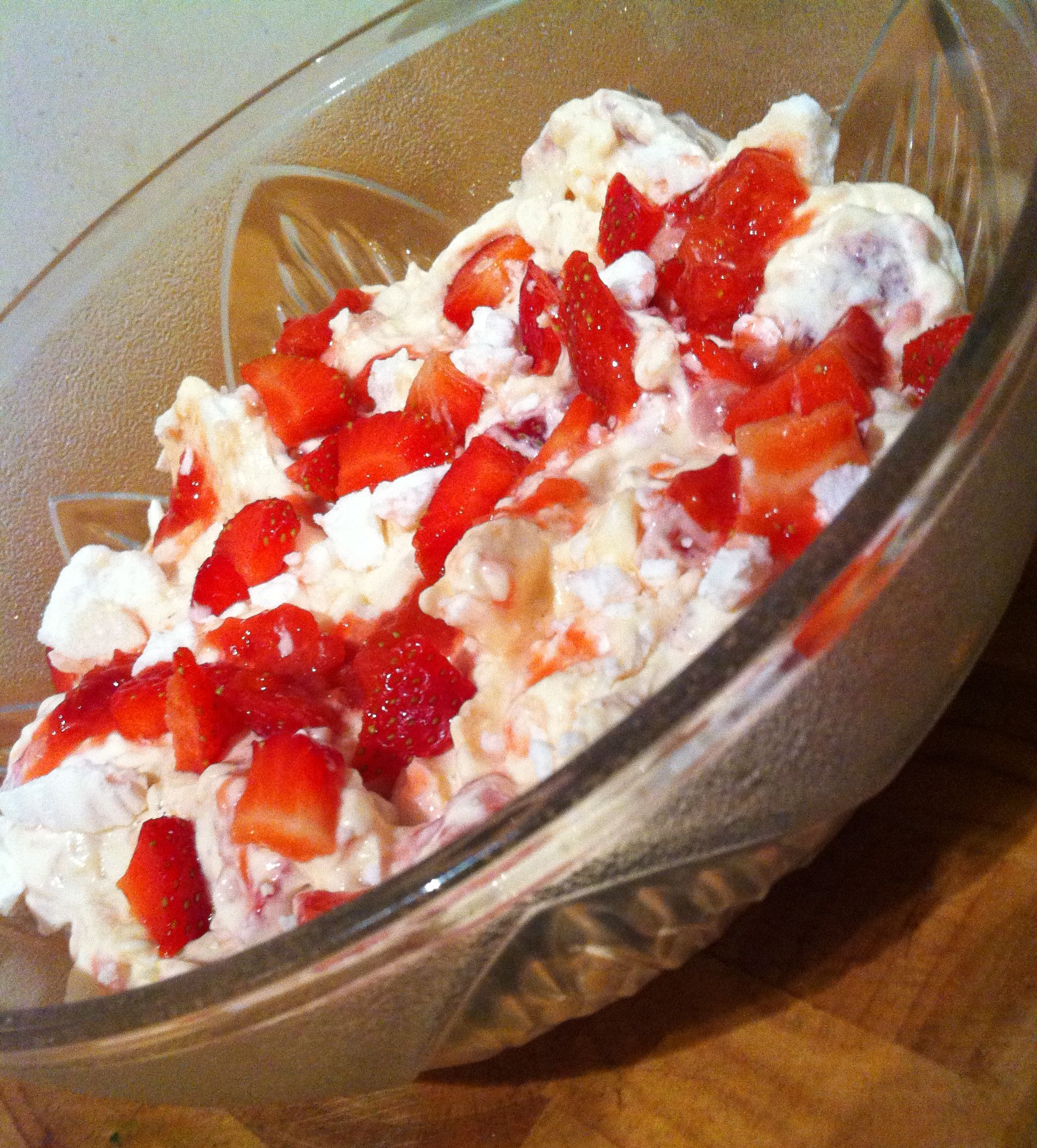
فوضى إيتون

- فطيرة إكليفيشان
- فوضى إيتون
- بودنغ حواء
- كعكة إنجليزية

- فطيرة الشوفان
- مقبرة الذباب
- فلامري
- فول (حلوى)
- فدج

- فطيرة الغجر
- كعكة زنجبيل

- كعكة الصليب الساخنة

- مجد نيكربوكر[3]

- كعكة دهن الخنزير

- فطيرة مانشستر[4]
- فطيرة وصيفات الشرف
- فطيرة اللحم المفروم

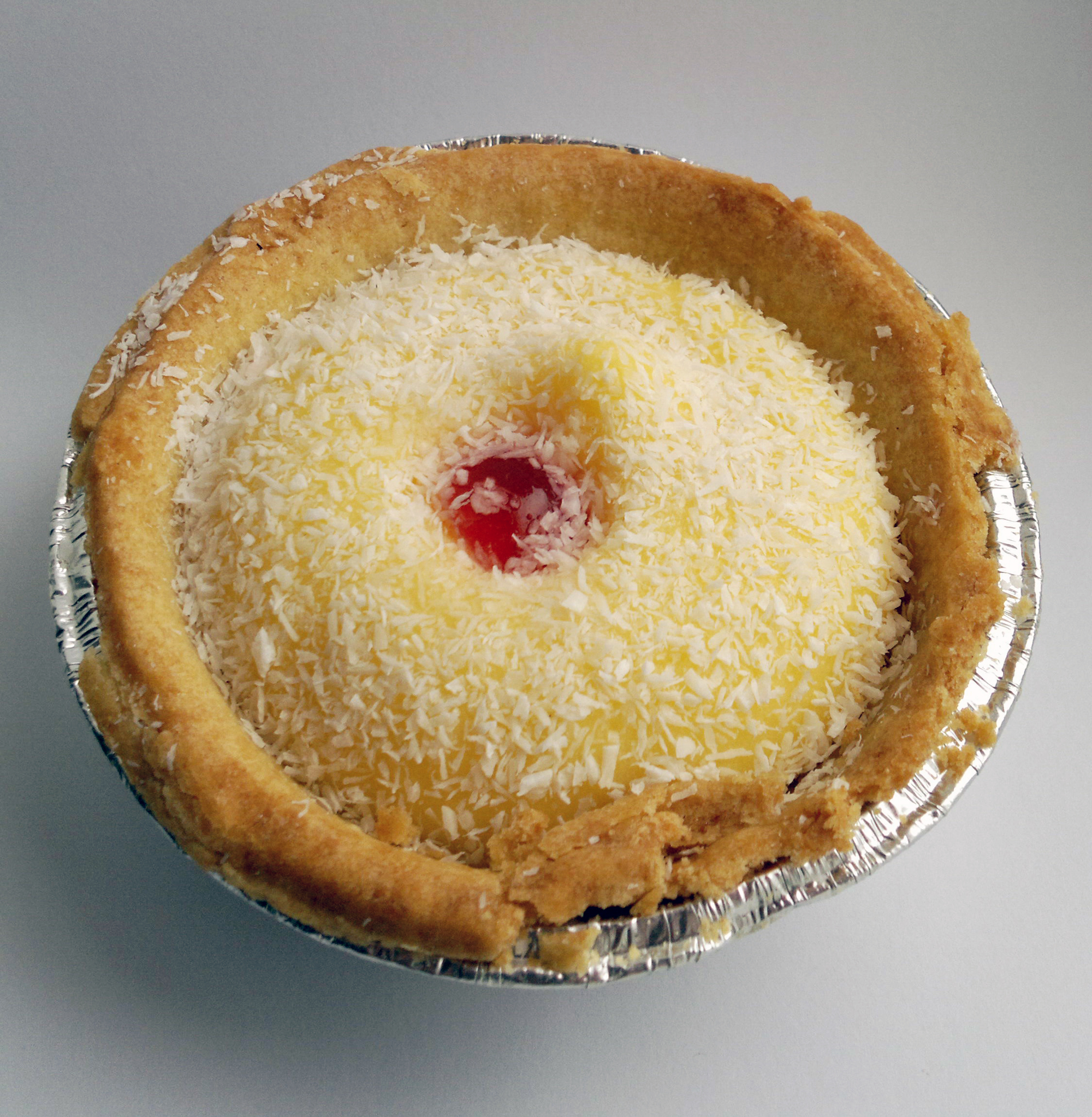
فطيرة مانشستر هي فطيرة إنجليزية تقليدية مخبوزة تتكون من قشرة عجينة قصيرة، مدهونة بمربى التوت، مغطاة بحشوة الكاسترد ومغطاة برقائق جوز الهند وكرز مارشينو.
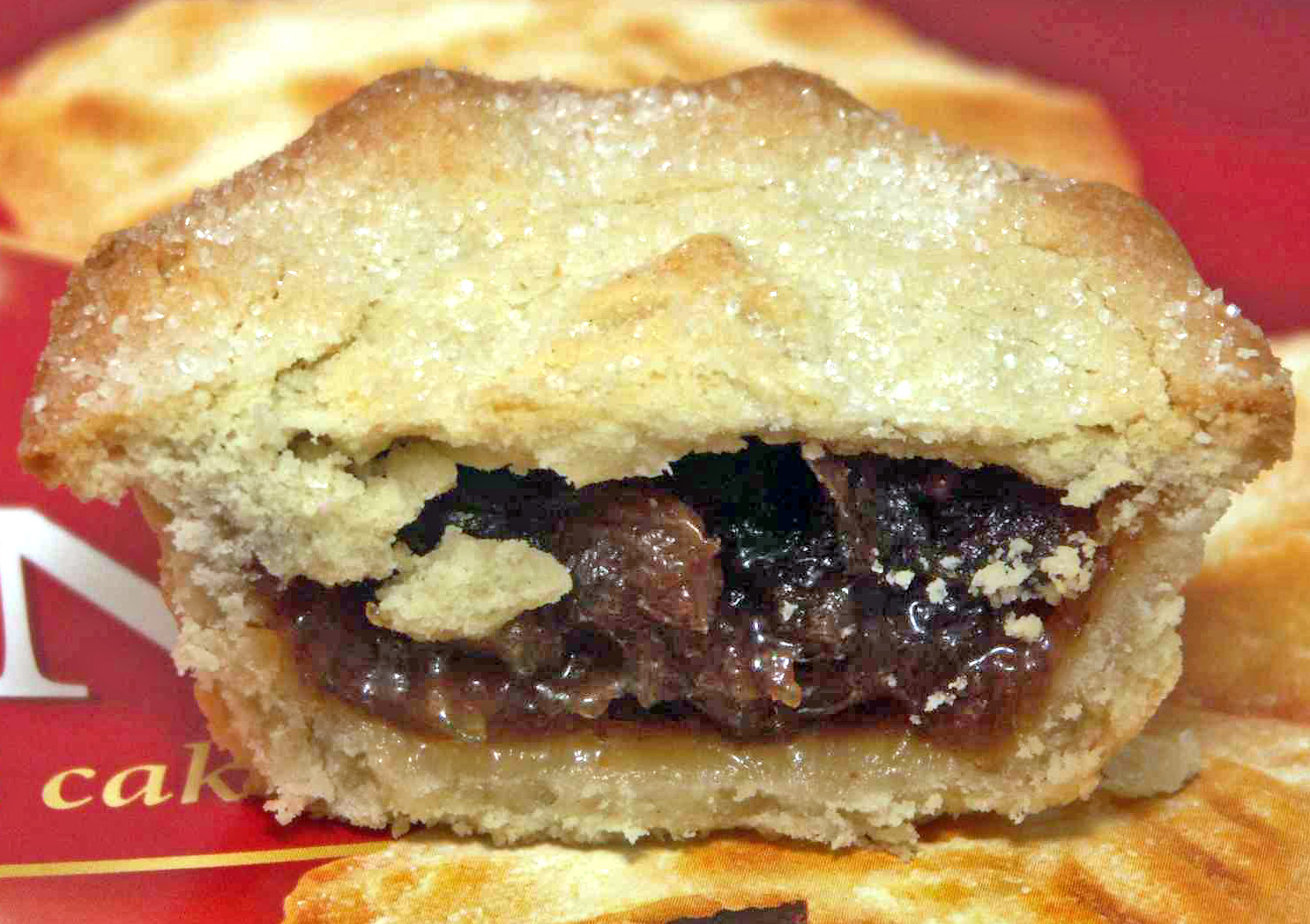
فطيرة اللحم المفروم هي فطيرة حلوة صغيرة مصنوعة من اللحم المفروم تعتمد على الفاكهة وتقدم تقليديا خلال موسم عيد الميلاد.

- تموج التوت
- أرز بالحليب
- تفتيت الراوند
- فطيرة الراوند

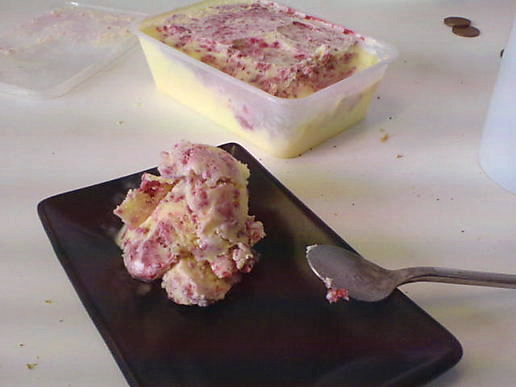
تتكون تموجات التوت من شراب التوت المحقون في آيس كريم الفانيليا.
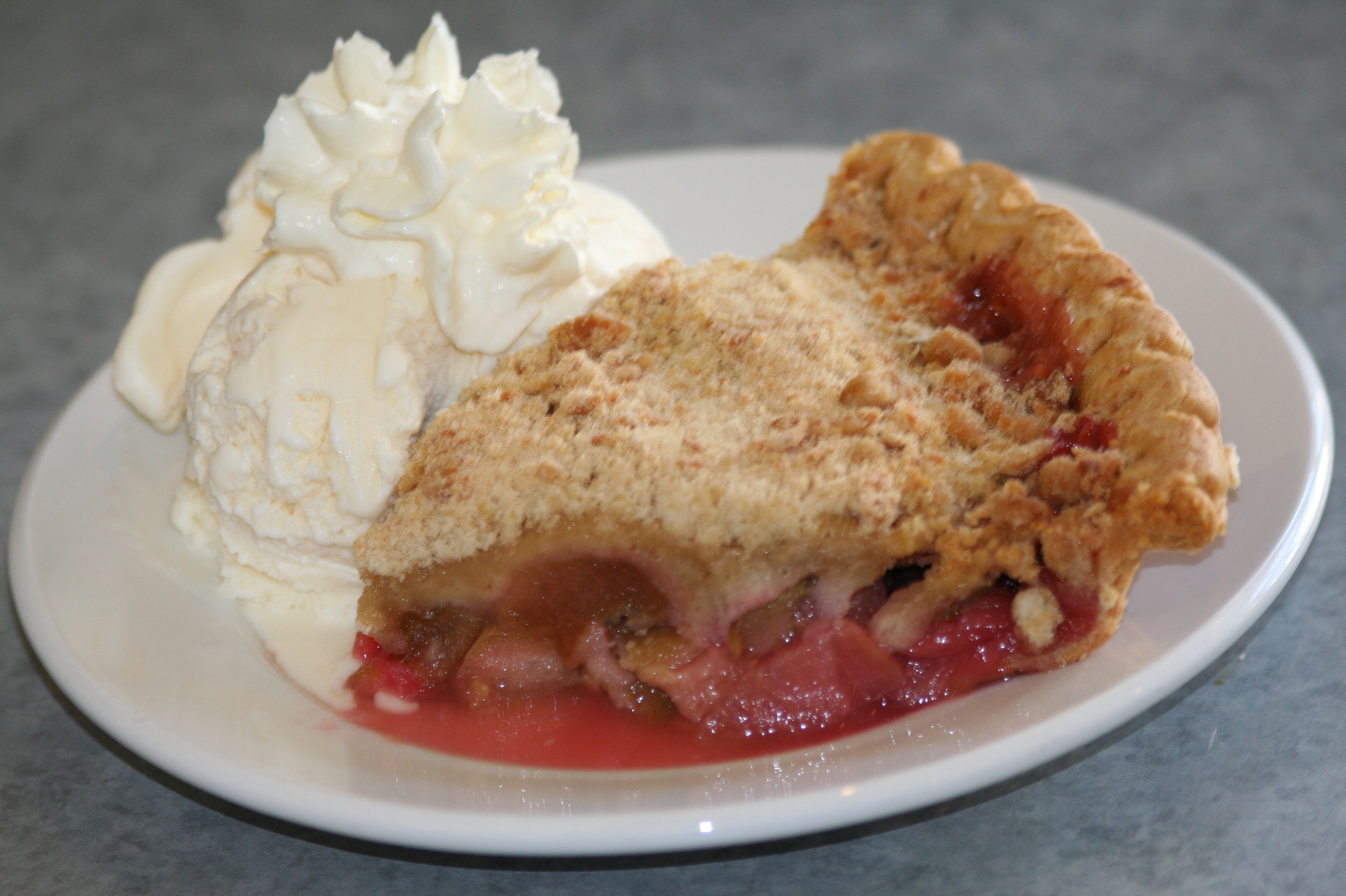
فطيرة الراوند

- قريصة
- كعكة هشة
- كعكة شروزبري
- سبوم
- ديك مرقط
- فطيرة الفراولة والراوند
- منهج دراسي
- سويسرول
- كعكة إسفنجية
- بودنغ التوفي اللزج
- بودنغ بركة ساسكس

- فطيرة دبس السكر
- ترايفل
- كعكة الشاي

- كعكة اسفنجية

- فطيرة يوركشاير كورد[5]

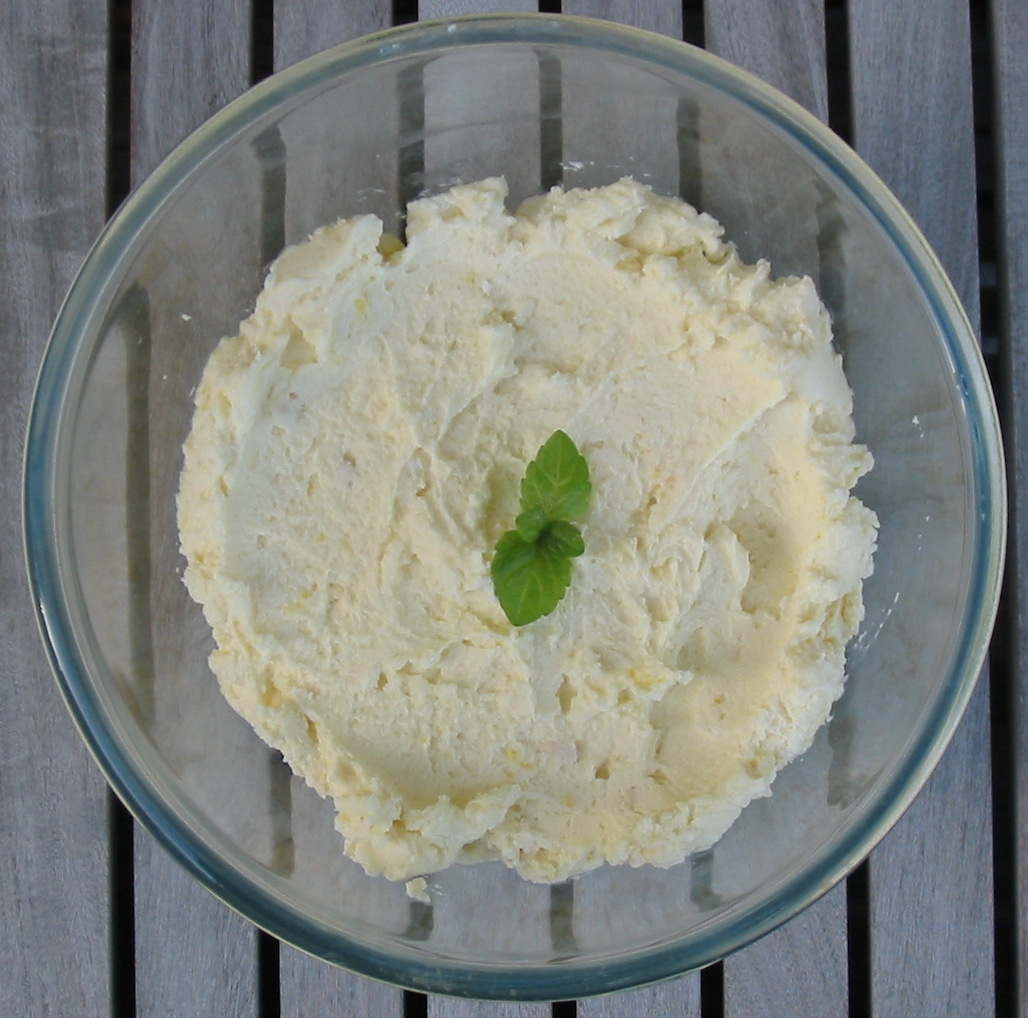
سيلابوب هو طبق حلو إنجليزي يصفه قاموس أكسفورد الإنجليزي بأنه "مشروب أو طبق مصنوع من الحليب (غالبًا ما يكون مستخرجًا من البقرة) أو الكريمة، متخثر بمزيج من النبيذ أو عصير التفاح أو حمض آخر، وغالبًا ما يكون محلى ومنكهة".
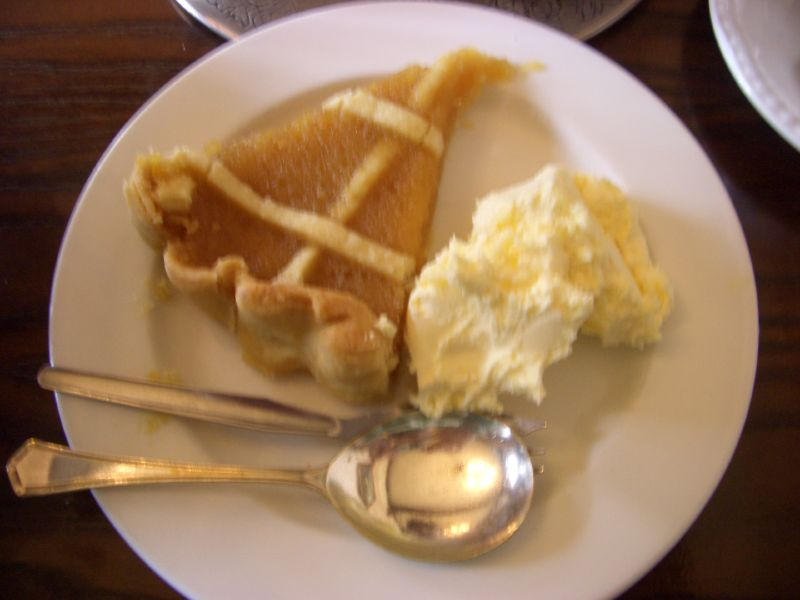
تُحضّر فطائر دبس السكر باستخدام عجينة قصيرة، مع حشوة سميكة من شراب السكر الذهبي (المعروف أيضًا باسم دبس السكر الخفيف)، وفتات الخبز، وعصير الليمون أو بشره. تُظهر الصورة فطيرة دبس السكر مع كريمة متخثرة.
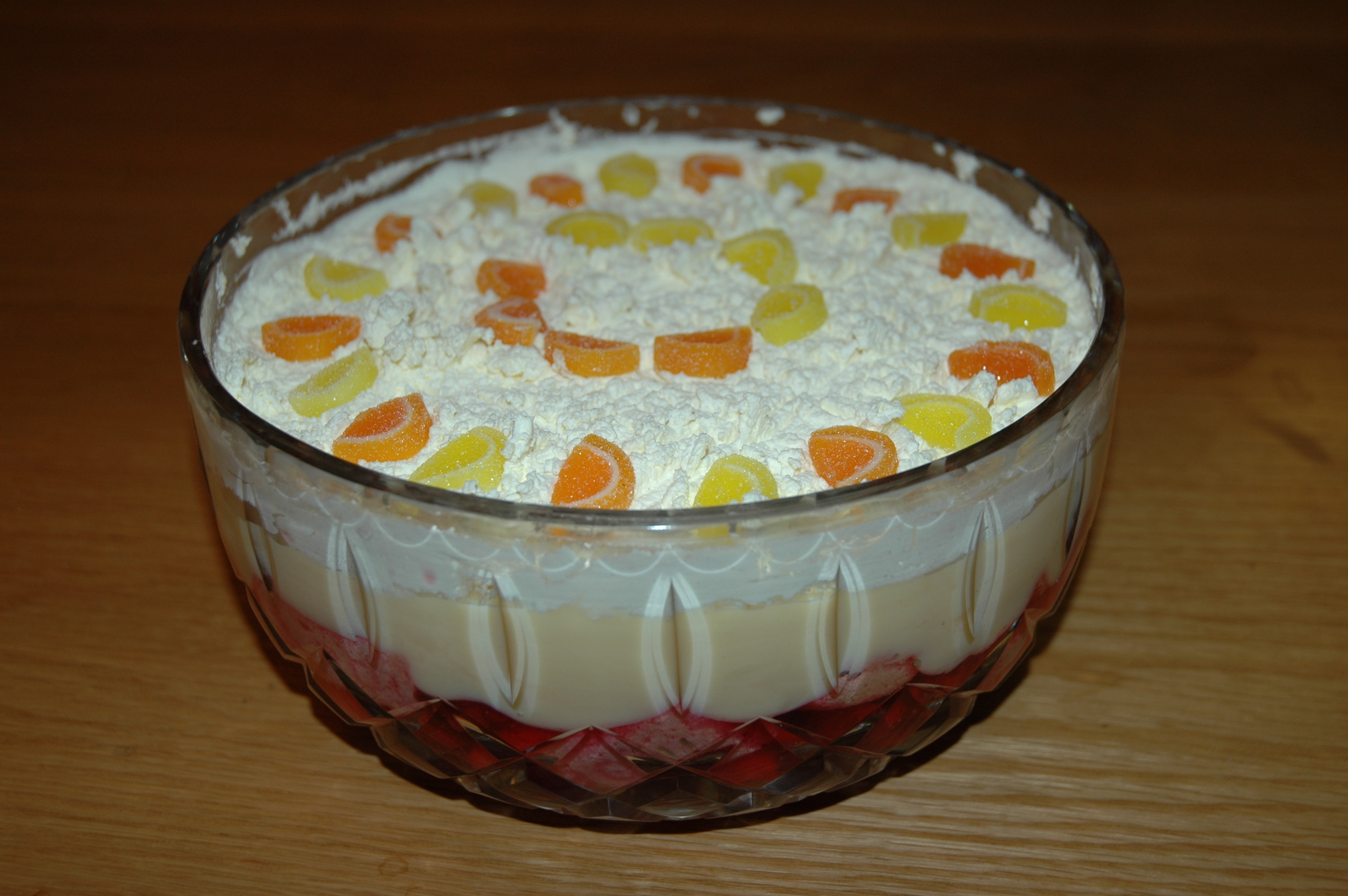
الترايفل هو طبق حلوى إنجليزي مصنوع من الكاسترد المتعدد الطبقات، والفواكه، وكعكة الإسفنج، وعصير الفاكهة أو الجيلي، والكريمة المخفوقة.

## كعكات إنجليزية

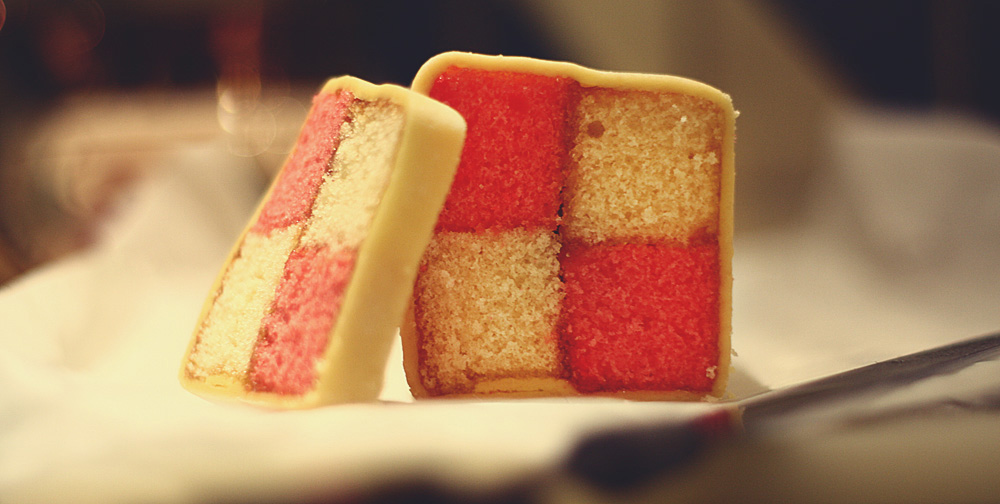
كعكة بتنبرغ هي كعكة إسفنجية خفيفة.

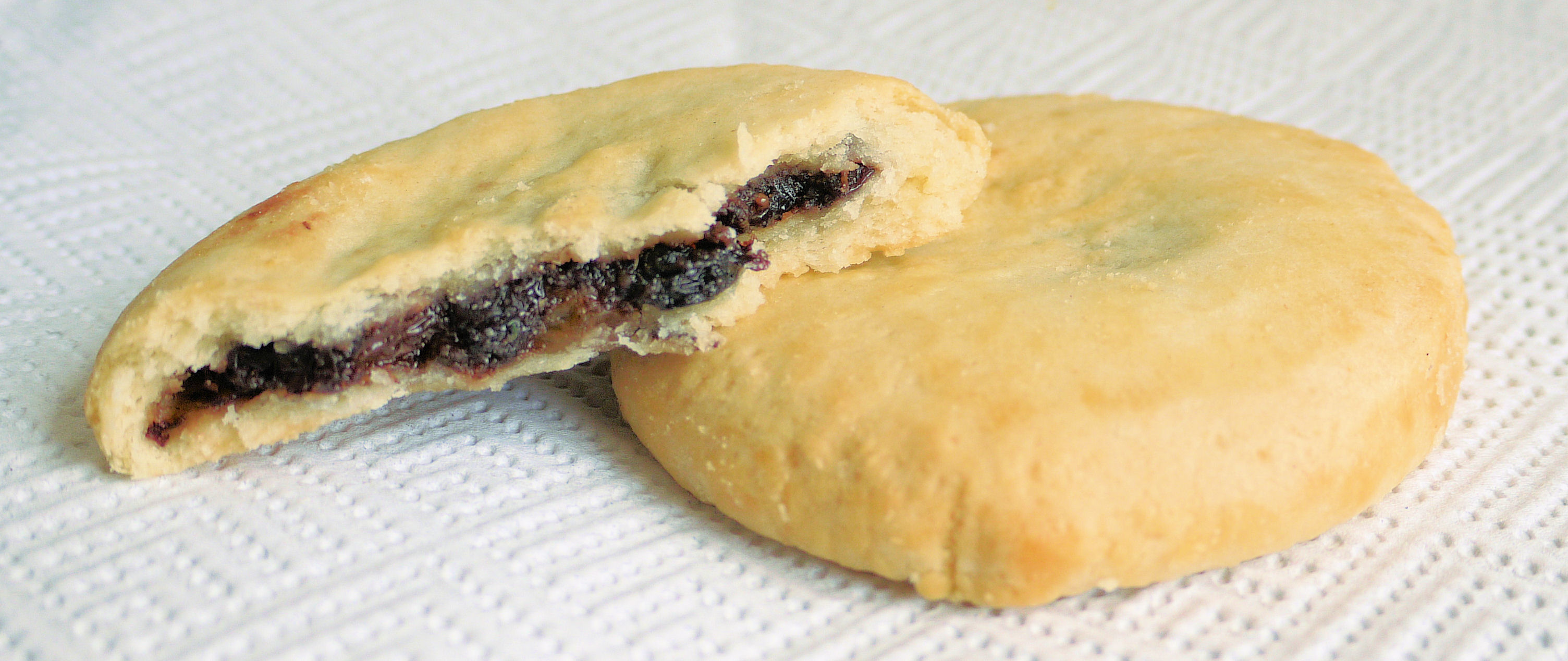
كعكات تشورلي هي كعكات معجنات مسطحة محشوة بالفواكه، وترتبط تقليديا ببلدة تشورلي في لانكشر، إنجلترا.

- كعكة الملاك
- كعكة بنبري
- كعكة بتنبرغ
- كعكة بذور الكراوية
- كعكة الجزر
- كعكة تشيلسي[6]
- كعكة تشورلي
- كولن اليرقة
- رغيف التمر والجوز
- كعكة دندي
- كعكة إكليس
- الوغد السمين
- كعكات يافا
- كعكة دهن الخنزير
- كعكة مديرة
- رغيف الملت
- كعكة بركن
- رقاقة وردية
- كعكة الرطل
- كعكة الصخور
- كعكة إسفنجية
- كعكة توتنهام
- كعكة ويلزية

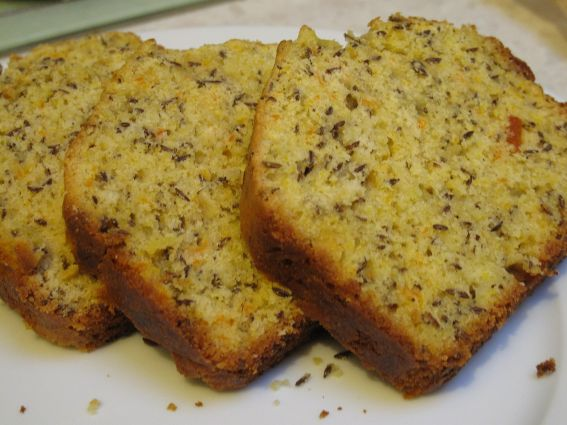
كعكة بذور الكراوية كعكة بريطانية تقليدية بنكهة الكراوية أو غيرها من البذور ذات النكهات المميزة. ولطالما استُخدمت بذور الكراوية في المطبخ البريطاني.
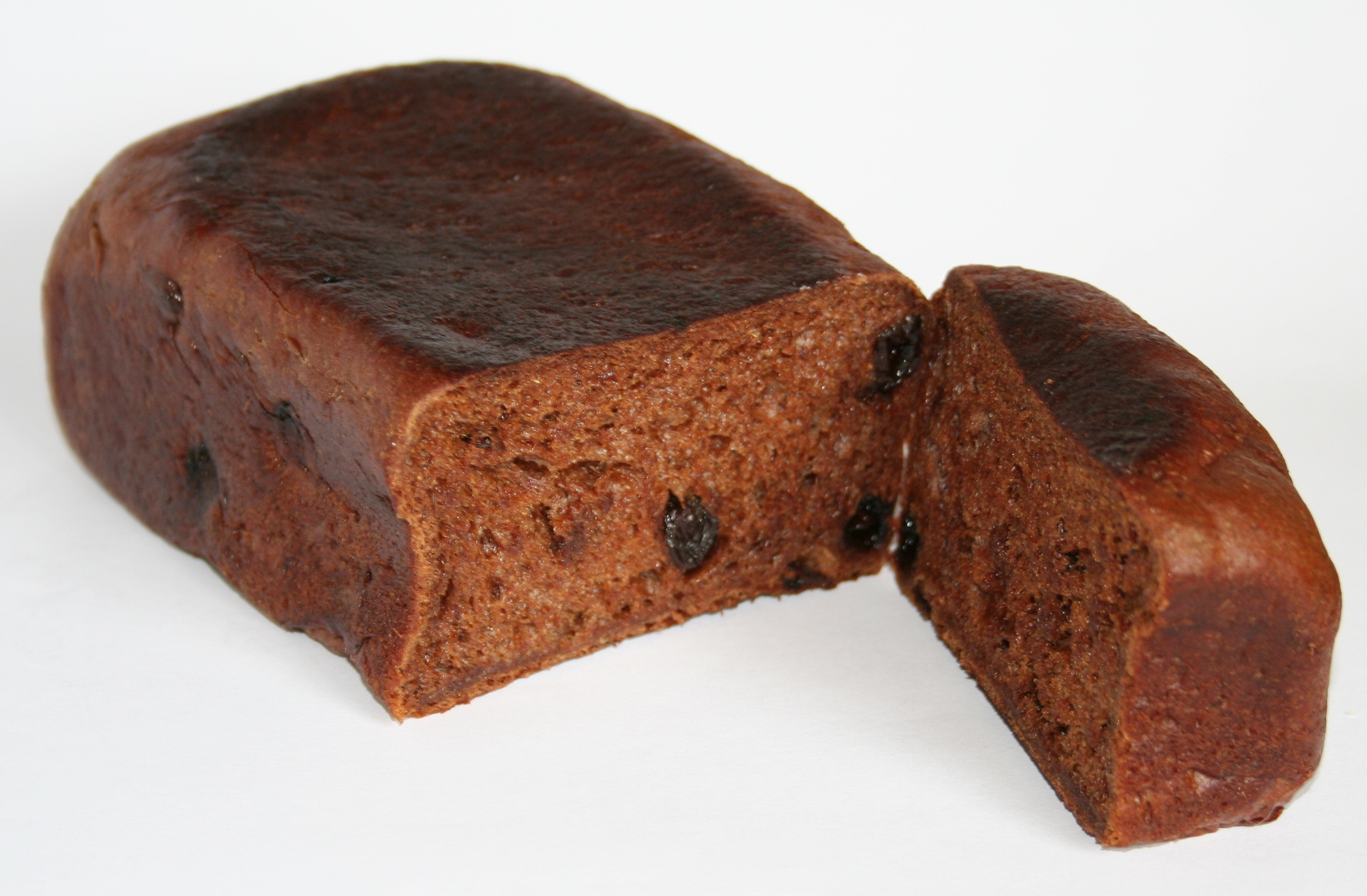
يعتبر رغيف الشعير من الوجبات الخفيفة الشائعة في المملكة المتحدة.
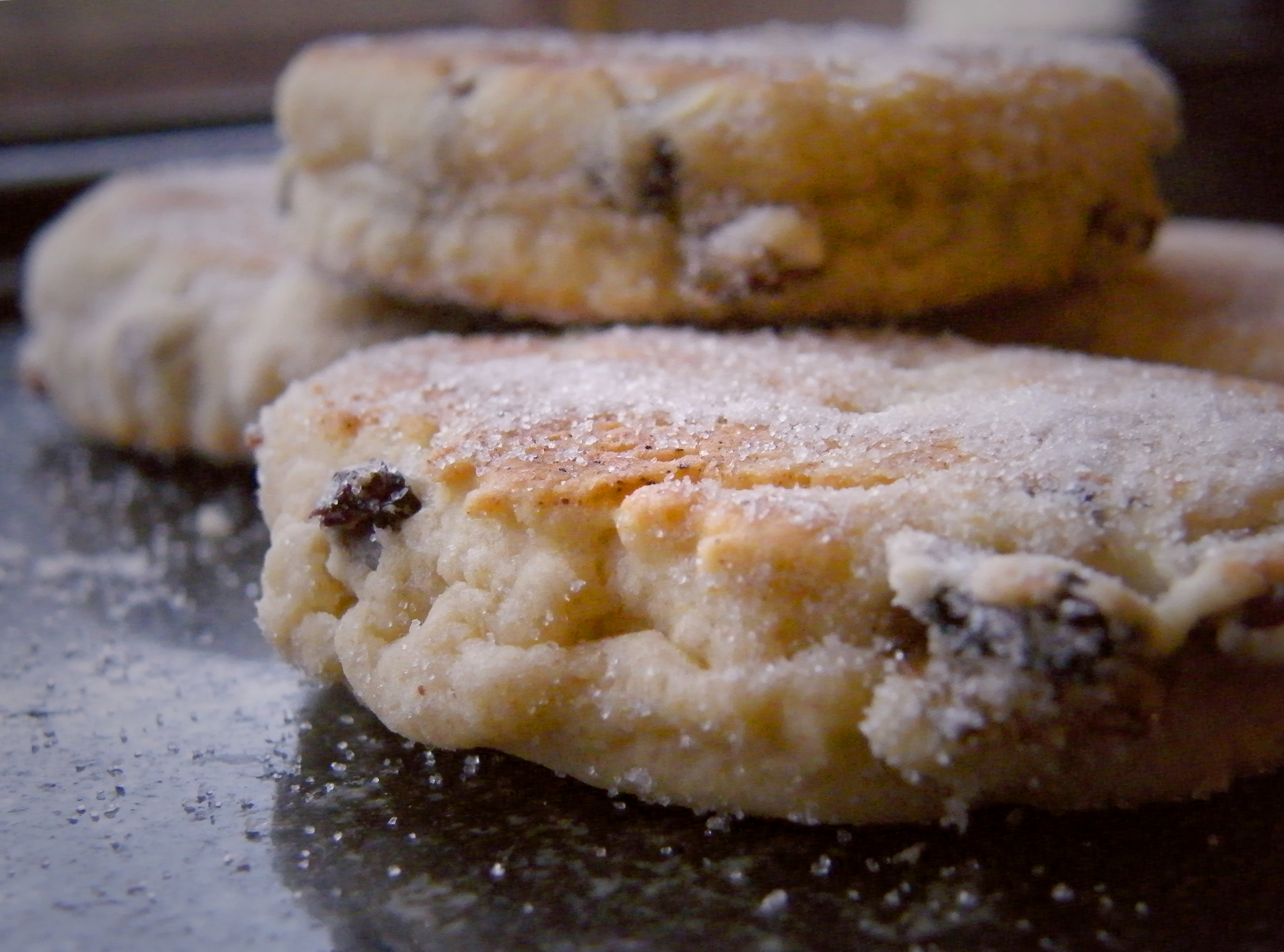
تُصنع الكعكات الويلزية من الدقيق والزبيب والزبيب و/أو الكشمش، وقد تشمل أيضًا التوابل مثل القرفة وجوزة الطيب.

## الحلويات الإنجليزية
- بودنغ الخبز والزبدة
- بودنغ الخبز
- بودنغ الخزانة
- بودنغ عيد الميلاد
- بودنغ حواء
- بودنغ التين
- قبعة الفاكهة
- مربى رولي بولي
- بودنغ مالفرن
- ملكة الحلويات
- أرز بالحليب
- ديك مرقط
- بودنغ التوفي اللزج
- بودنغ الشحم
- بودنغ الصيف
- بودنغ بركة ساسكس
- بودنغ إسفنجي دبس السكر
- بودنغ والدورف

## الحلويات الاسكتلندية

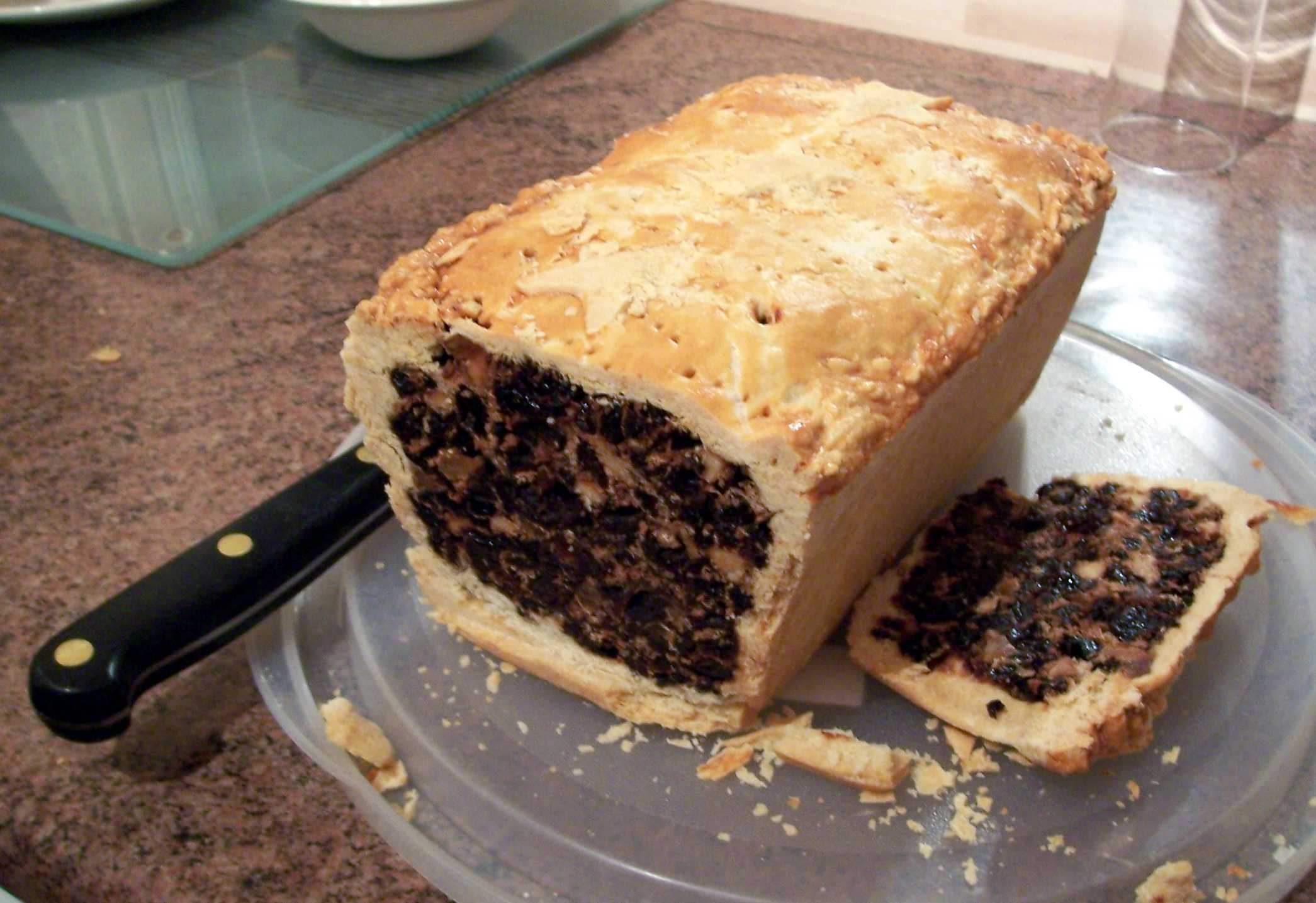
الكعكة السوداء نوع من كعكات الفاكهة المغطاة بالعجين بالكامل. أصلها اسكتلندي، وكانت تُؤكل في الأصل في ليلة الثاني عشر، لكنها الآن تُستمتع بها في ليلة رأس السنة.

- بسكويت أبيرنيثي[8]
- الكعكة السوداء
- زلابية كلوتي
- كراناشان
- بار مارس المقلي
- كعكة دندي
- بسكويت إمباير
- دونات فادج
- بينغوين
- اللورد المخمور
- كعكة اسكتلندية

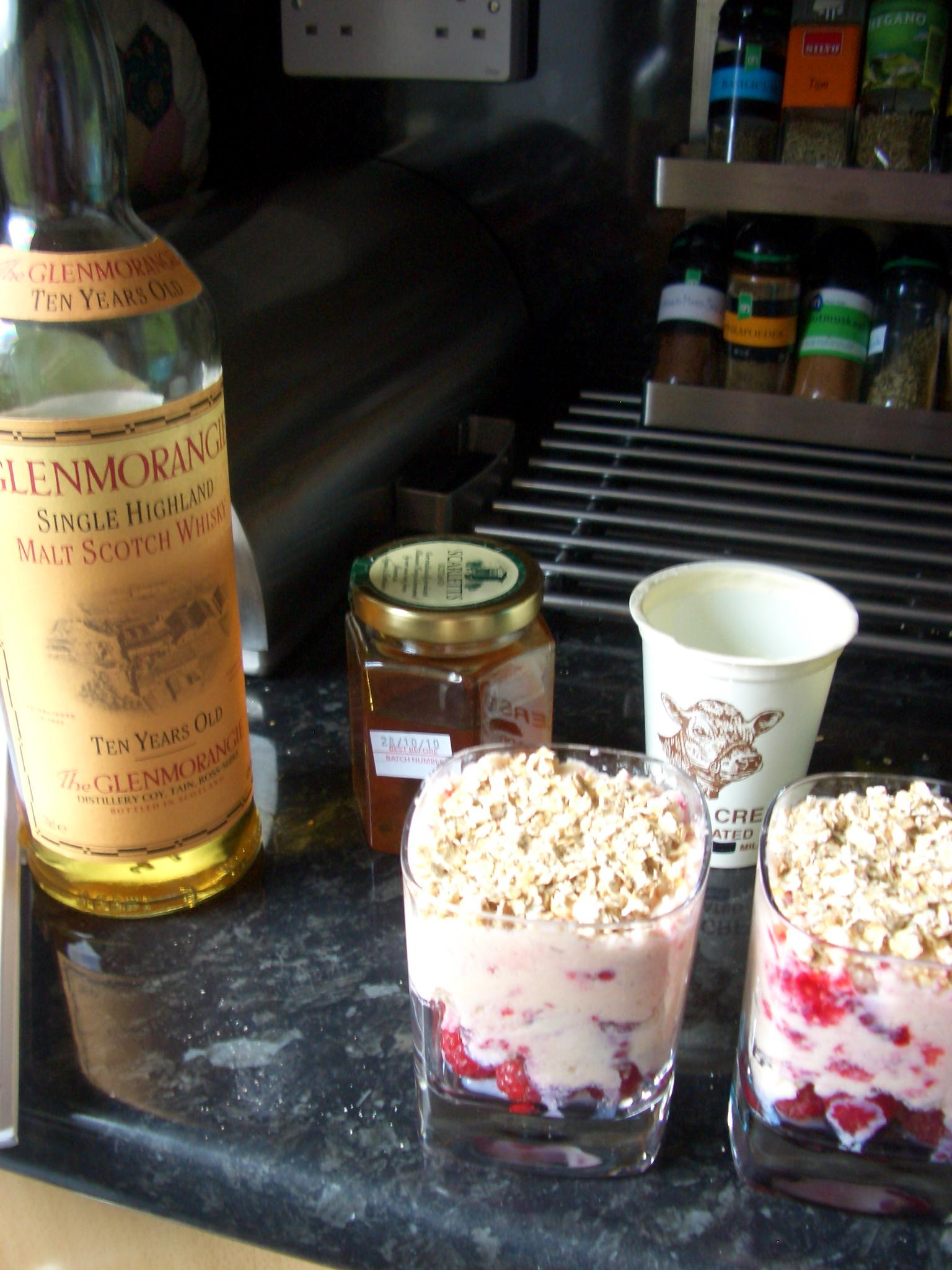
الكراناتشان هي حلوى اسكتلندية تقليدية.
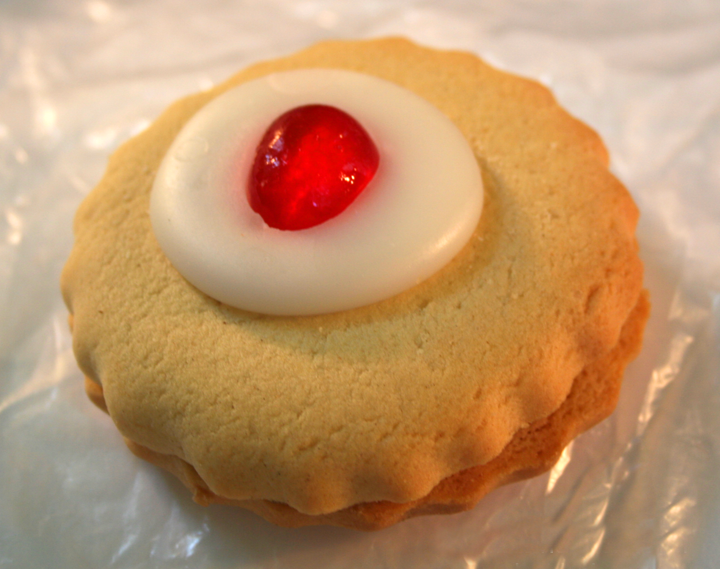
بسكويت الإمبراطورية هي بسكويت حلو شائع في المملكة المتحدة، وخاصة اسكتلندا، ودول الكومنولث الأخرى.

## المنتجات التجارية
- فينيتا

## روابط خارجية
- وسائط متعلقة بـ Cakes of England في كومنز.
- وسائط متعلقة بـ Cakes of Northern Ireland في كومنز.